# Virginio Costa
Virginio Costa (San Giuliano Milanese, 23 gennaio 1938) è un ex calciatore italiano, di ruolo attaccante.

## Caratteristiche tecniche
Giocava come ala sinistra.

## Carriera
Nella stagione 1955-1956 gioca nel Fanfulla, che vince il proprio girone di IV Serie senza tuttavia essere promosso in Serie C; l'anno successivo gioca 33 partite con i lodigiani, sempre nella medesima categoria.
Nella stagione 1957-1958 si trasferisce al Monza, con cui esordisce in Serie B, categoria nella quale segna 6 reti in 15 presenze.
A fine anno passa alla Reggiana, con cui nella stagione 1958-1959 segna 5 reti in 28 presenze in Serie B.
Nel 1959 viene acquistato dal Cosenza, con cui nella stagione 1959-1960 segna 5 reti in 23 presenze in Serie C, campionato che vince nella stagione 1960-1961, nella quale segna 3 gol in 12 partite. Nella stagione 1961-1962 realizza 5 reti in 22 presenze in Serie B con il Cosenza, con cui gioca altre 4 partite in seconda serie nella parte iniziale della stagione 1962-1963, prima di trasferirsi durante l'autunno al Como, con la cui maglia mette a segno 3 reti in 19 presenze.
Nell'estate del 1963 torna a vestire la maglia del Fanfulla, con cui nella stagione 1963-1964 gioca 18 partite in Serie C.
In carriera ha giocato complessivamente 86 partite in Serie B, categoria nella quale ha realizzato in totale 19 gol.

## Palmarès

### Club

#### Competizioni nazionali
- IV Serie: 1

Fanfulla: 1955-1956
- Serie C: 1

Cosenza: 1960-1961